# Pseudomugil paskai
Pseudomugil paskai är en fiskart som beskrevs av Allen och Ivantsoff, 1986. Pseudomugil paskai ingår i släktet Pseudomugil och familjen Pseudomugilidae. IUCN kategoriserar arten globalt som otillräckligt studerad. Inga underarter finns listade i Catalogue of Life.